# Cercier
Cercier település Franciaországban, Haute-Savoie megyében. Lakosainak száma 729 fő (2022. január 1.). Cercier Allonzier-la-Caille, Cernex, Choisy, Copponex, Cruseilles és Marlioz községekkel határos.

## Népesség
A település népességének változása:
| Lakosok száma | 627  | 655  | 679  | 678  | 689  | 696  | 712  | 725  | 729  |
|               | 2013 | 2015 | 2016 | 2017 | 2018 | 2019 | 2020 | 2021 | 2022 |